# Anglikánský kostel (Mariánské Lázně)
Anglikánský kostel v Mariánských Lázních je památkově chráněný objekt, vedený v Okresním seznamu památek okresu Cheb. Nachází se ve svahu pod dnešní Ruskou ulicí.

## Historie
Kostel byl postaven za darovanou částku 12 000 zlatých od paní Ann Scott of Rondono. Chtěla tak uctít památku svého zesnulého manžela Johna Scotta of Rondono. Pro stavbu kostela bezplatně poskytl pozemek tepelský klášter. Stavební práce vedl stavitel Fridrich Zickler podle plánů architekta Williama Burghese. Budova novogotického kostela ve stylu anglického venkova byla zasvěcena Ježíši Kristu roku 1879. Vlastníkem kostela byl zapsán tehdejší starosta August Herzig a působil zde i jako správce. Věhlasu se kostel dočkal při pobytech anglického krále Edwarda VII. (1897–1909).
Po První světové válce byl znovu nainstalován sejmutý bronzový zvon a zrenovován interiér kostela. Oficiálním vlastníkem kostela byla londýnská Společnost pro šíření anglikánské víry v cizině (S.P.G.), správcovstvím byl po smrti Dr. Herziga pověřen jeho syn JUDr. August Herzig.
Po 2. světové válce se pro dlouhodobě nevyjasněné majetnické vztahy o kostel nikdo nestaral a v roce 1973 došlo k jeho uzavření. Kostel byl pak postupně vykrádán a jeho plenění pokračovalo až do 90. let.

## Popis stavby
Anglikánský kostel v Mariánských Lázních v románsko-novogotickém slohu je typickou ukázkou anglické venkovské sakrální architektury druhé poloviny 19. a počátku 20. století. Obdobný kostel navrhl architekt Wiliam Burghes ve městě Fleet v hrabství Hampshire (v roce 2015 byl z velké části poničen požárem).
Jednolodní stavba je postavena z neomítnutých, červených, ostře pálených, dutinových cihel. Presbytář s půlkruhovým ukončením je od lodi výrazně oddělen obloukem z kamenných článků. Okna lodi i presbytáře mají gotikou inspirovaný lomený oblouk sdružený s jednoduchou rozetou. Vchod do kostela s členěným kamenným portálem je kryt dřevěným pavlánem. V průčelí kostela je umístěna velká osmidílná rozeta. Strmá sedlová střecha je pokrytá taškami. Na obou protilehlých koncích střechy jsou umístěny kulaté kříže.
Loď je zaklenutá dřevěnou klenbou ve tvaru lomeného oblouku. Původní okenní výplně z barevné mozaiky zobrazovaly výjevy ze života Ježíše Krista a byly opatřeny jmény donátorů stavby. Z původního vybavení kostela se zachovala pouze cihlová půlkruhová kazatelna a mramorová pamětní deska z roku 1911, připomínající časté návštěvy britského panovníka, krále Edwarda VII.

## Rekonstrukce a současné využití
V letech 1993–1994 byla provedena komplexní stavební úprava exteriéru i interiéru kostela (včetně nového přístřešku před vchodem). V současné době je majitelem Anglikánského kostela v Mariánských Lázních město Mariánské Lázně a je využíván jako koncertní a výstavní síň.

## Galerie

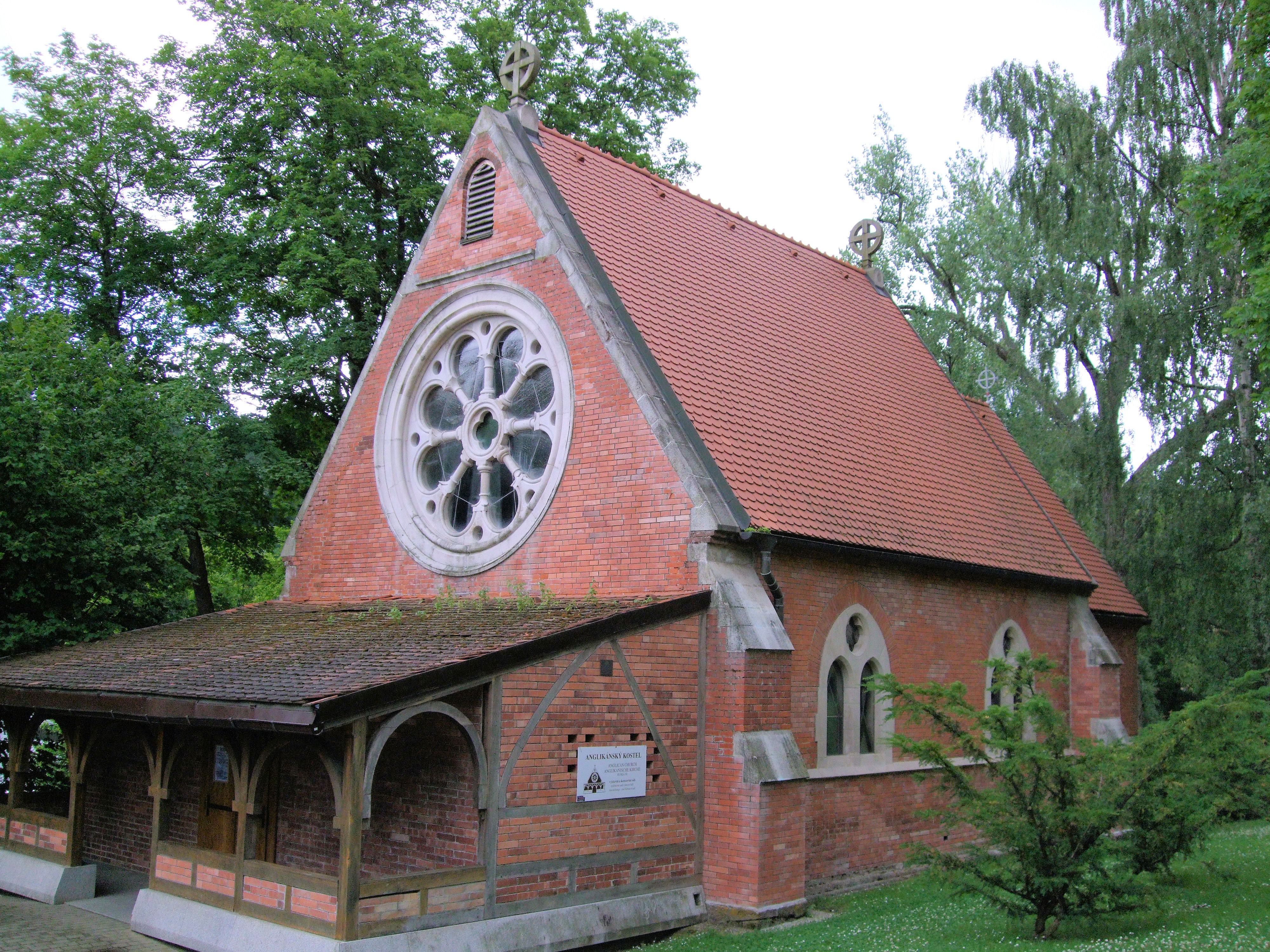
Anglikánský kostel v Mariánských Lázních (boční pohled)
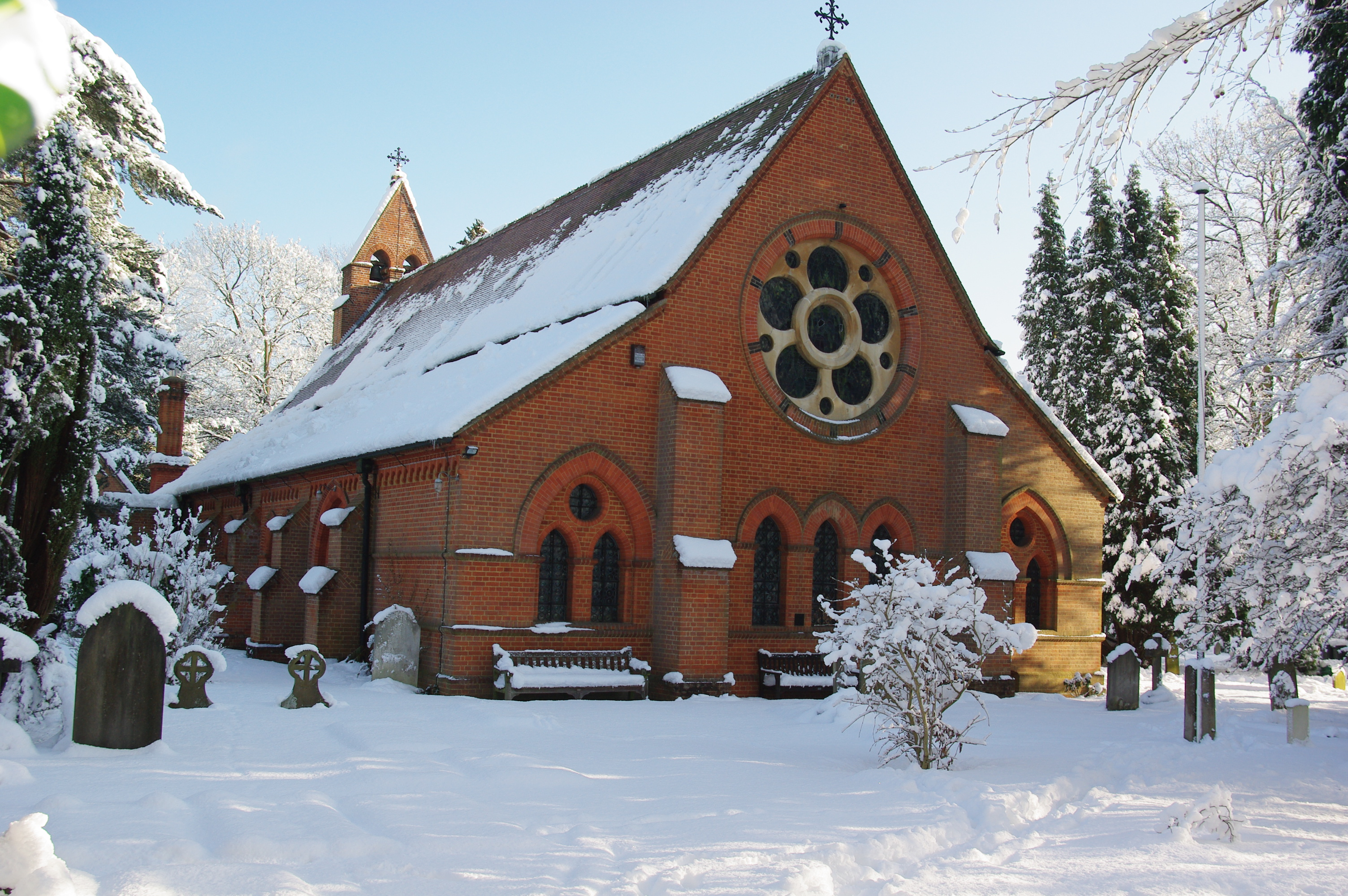
Anglikánský kostel ve Fleetu v hrabství Hampshire od stejného architekta